# Sauda
Sauda (wymowaⓘ) – norweskie miasto i gmina leżąca w regionie Rogaland.
Sauda jest 205. norweską gminą pod względem powierzchni.

## Demografia
Według danych z roku 2005 gminę zamieszkuje 4819 osób. Gęstość zaludnienia wynosi 9,39 os./km². Pod względem zaludnienia Sauda zajmuje 197. miejsce wśród norweskich gmin.
| ludność stan na 1 stycznia 2005 |         |           |       |
|                                 | kobiety | mężczyźni | razem |
| osób                            | 2378    | 2441      | 4819  |
| %                               | 49,35%  | 50,65%    | 100%  |

| wykształcenie stan na 1 października 2004 |        |         |        |        |
|                                           | podst. | średnie | wyższe | niezn. |
| osób                                      | 863    | 2405    | 570    | 31     |
| %                                         | 22,31% | 62,16%  | 14,73% | 0,8%   |

## Edukacja
Według danych z 1 października 2004:
- liczba szkół podstawowych (norw. grunnskolar): 6
- liczba uczniów szkół podstawowych: 695

## Władze gminy
Według danych na rok 2011 administratorem gminy (norw. rådmann) jest Alan G. Thompson, natomiast burmistrzem (norw. ordfører, d. borgermester) jest Laura Sofie Seltveit.